# Lee Si-yeon
Lee Si-yeon (hangul: 이시연; hanja: hanja:李詩姸; nascida Lee Dae-hak (hangul: 이대학; hanja: 李大鶴 em 24 de julho de 1980) é uma atriz, cantora, modelo e ativista transgênero sul-coreana.
Em 1999, teve sua estreia como atriz de cinema no Anti-Miss Korea. Em novembro 2007, anunciou sua cirurgia de redesignação sexual.

## Página Principal
- «Lee Si-yeon» (em coreano)
- «이시연 "남자로 산 27년, 행동과 표정 모두 거짓"(인터뷰)» (em coreano)
- «트랜스젠더 가수 이시연, 부활 서재혁과 5촌 당숙지간» (em coreano). 스포츠투데이 2011.04.21
- «큰 용기 이시연, '누가 그녀에게 돌을 던지랴'» (em coreano). 데일리안 2007.11.09
- «트렌스젠더 배우 이시연 가수 변신···"난 여자가 됐어"» (em coreano). 강원일보 2010.04.13
- {{Link|ko|2=http://foto.sportschosun.com/news/ntype2_o.htm?ut=1&name=/news/life/200907/20090707/97g14011.htm |3=[거꾸로 사는 사람들}} '트랜스젠더' 하리수와 이시연] 스포츠조선 2009.07.06
- «트랜스젠더 이시연 가수 데뷔 '여자가 됐어» (em coreano). 뉴시스 2010.05.06